# Ludwig Müller (general)
Johann Ludwig Müller (28 de junio de 1892-28 de junio de 1972) fue un general alemán (General de Infantería) en la Wehrmacht durante la II Guerra Mundial, condecorado con la Cruz de Caballero de la Cruz de Hierro con Hojas de Roble de la Alemania Nazi.
Müller, como comandante del XXXXIV Cuerpo de Ejército, se rindió a las fuerzas soviéticas en agosto de 1944 y fue retenido en la Unión Soviética como criminal de guerra hasta 1955.

## Condecoraciones
- Cruz de Hierro (1914) 2ª Clase (10 de julio de 1915) & 1ª Clase (8 de abril de 1918)[1]
- Broche de la Cruz de Hierro (1939) 2ª Clase (21 de octubre de 1939) & 1ª Clase (31 de mayo de 1940)[1]
- Cruz Alemana en Oro el 28 de febrero de 1942 como Oberst im Generalstab en el Estado Mayor del XXIII. Armeekorps[2]
- Cruz de Caballero de la Cruz de Hierro con Hojas de Roble
  - Cruz de Caballero el 25 de octubre de 1943 como Generalleutnant y comandante de la 97. Jäger Division[3]
  - 440ª Hojas de Roble el 6 de abril de 1944 como Generalleutnant y lugarteniente del XXIX Armeekorps[4]